# 시가총액
시가총액(時價總額, 영어: market capitalization)은 주가와 발행 주식수를 곱한 것으로, 상장회사 혹은 기업 가치를 평가하는 지표로 사용된다.

## 개요
시가총액이 크다는 것은 실적뿐 아니라 미래의 성장에 대한 기대도 크다는 것을 의미한다. 시가총액은 기업 척도와 기업이 가진 실력의 한 면에 지나지 않지만, 시장의 기대치를 반영하는 척도 중 하나이며, 일반적으로 기업의 이익이나 자산이 클수록 시가총액도 높아진다. 그러나 주가는 과대(과소) 평가될 수 있기 때문에 절대적인 것은 아니다. 미결 주식은 공개시장에서 사고팔기 때문에, 자본화는 기업의 순자산에 대한 여론의 지표로 사용될 수 있으며, 주식 평가의 일부 형태에서 결정적인 요소가 될 수 있다.
시가총액은 기업의 지분가치만을 반영한다. 기업의 자본구조 선택은 기업의 총가치를 자본과 부채 사이에 어떻게 배분하는가에 상당한 영향을 미친다. 좀 더 포괄적인 척도는 미지급 채무, 우선주, 기타 요인에 영향을 미치는 기업가치(EV)이다. 보험사 입장에선 '내재가치'(EV)라는 가치가 사용돼 왔다.
시가총액은 다음 공식으로 계산된다. (MC: 시가총액, N: 발행주식 수, P: 주가)
```

  

    

      

        

          
MC

        

        
=

        
N

        
×

        
P

      

    

    
{\textstyle {\text{MC}}=N\times P}

  

```

모든 발행 주식이 공개 시장에서 거래되는 것은 아니다.

## 추이
전 세계 상장 기업의 시가총액 총합 (1975~2025년)
| 년도 | 시가총액 총합 | 시가총액 총합 | 상장 기업 수 |
| 년도 | 백만 달러     | GDP 비중      | 상장 기업 수 |
| ---- | ------------- | ------------- | ------------ |
| 1975 | 1,149,245     | 27.2          | 14,577       |
| 1980 | 2,525,736     | 29.6          | 17,273       |
| 1985 | 4,684,978     | 47.0          | 20,555       |
| 1990 | 9,519,107     | 50.8          | 23,732       |
| 1991 | 11,340,785    | 56.8          | 24,666       |
| 1992 | 10,819,256    | 50.2          | 24,947       |
| 1993 | 13,897,390    | 61.7          | 28,300       |
| 1994 | 14,639,924    | 60.9          | 30,290       |
| 1995 | 17,263,728    | 64.0          | 33,379       |
| 1996 | 19,806,691    | 72.3          | 35,617       |
| 1997 | 22,029,761    | 80.7          | 36,946       |
| 1998 | 24,555,201    | 89.6          | 37,928       |
| 1999 | 33,181,159    | 115.1         | 38,414       |
| 2000 | 30,925,434    | 101.1         | 39,892       |
| 2001 | 26,792,162    | 88.4          | 40,157       |
| 2002 | 22,802,792    | 72.7          | 38,894       |
| 2003 | 31,107,425    | 84.9          | 41,051       |
| 2004 | 36,540,980    | 89.2          | 38,724       |
| 2005 | 40,512,446    | 92.6          | 39,096       |
| 2006 | 50,074,966    | 106.1         | 43,104       |
| 2007 | 60,456,082    | 114.0         | 44,034       |
| 2008 | 32,418,516    | 56.2          | 43,949       |
| 2009 | 47,471,293    | 83.8          | 42,669       |
| 2010 | 54,259,518    | 87.3          | 43,427       |
| 2011 | 47,521,341    | 68.8          | 44,323       |
| 2012 | 54,503,237    | 78.4          | 43,772       |
| 2013 | 64,367,842    | 89.0          | 44,853       |
| 2014 | 67,177,254    | 90.3          | 45,743       |
| 2015 | 62,268,184    | 94.5          | 43,983       |
| 2016 | 65,117,714    | 97.1          | 43,806       |
| 2017 | 79,501,948    | 111.1         | 43,440       |
| 2018 | 68,893,044    | 91.9          | 43,554       |
| 2019 | 78,825,583    | 108.4         | 43,248       |
| 2020 | 93,686,226    | 134.7         | 49,839       |
| 2021 | 111,159,259   | 131.8         | 51,337       |
| 2022 | 93,688,922    | 106.2         | 47,926       |
| 2025 | 159,360,000   | 158.1         | 48,669       |

## 같이 보기
- 수권자본
- 자기주식